# Elecciones generales de Malta de 1880
Entre el 13 y el 16 de octubre de 1880 se celebraron en Malta elecciones generales. La mayoría de miembros electos pertenecían al Partido Anti-Reforma.

## Antecedentes
Las elecciones se realizaron bajo la constitución de 1849, con lo que de los 18 miembros del Consejo de Gobierno, diez serían designados y ocho electos.

## Resultados
2.400 personas tenían derecho a voto, de las que 1.866 votaron, dando una participación del 78%.
| Miembros electos        | Miembros electos | Miembros electos     | Miembros electos |
| Nombre                  | Votos            | Partido              | Notas            |
| ----------------------- | ---------------- | -------------------- | ---------------- |
| Agostini Naudi          | 909              | Partido Anti-Reforma | Reelegido        |
| Pasquale Mifsud         | 607              |                      |                  |
| Salvatore Cachia Zammit | 588              | Partido Anti-Reforma | Reelegido        |
| Antonio Micallef        | 584              |                      |                  |
| Dun Emmanuel Debono     | 548              | Partido Anti-Reforma | Reelegido        |
| Franc. DeCesare         | 543              |                      |                  |
| Giovanni Sciortino      | 487              | Partido Anti-Reforma |                  |
| Fortunato Mizzi         | 131              | Partido Anti-Reforma | Elegido por Gozo |
| Fuente: Schiavone, p177 |                  |                      |                  |